# PyGTK
PyGTK — набор Python-привязок для библиотеки графического интерфейса GTK+. PyGTK является свободным ПО и распространяется на условиях GNU LGPL. Библиотека была выбрана в качестве официального инструментария разработки для программы «Ноутбук за 100 долларов».
Начиная с версии 2.8, обёртки объектов GLib вынесены в отдельную библиотеку — PyGObject, которая должна полностью вытеснить PyGTK при использовании GTK+ версии 3. Хотя PyGTK является стабильной, достаточно развитой и одной из четырёх основных библиотек графического интерфейса для Python, её разработка была остановлена авторами в 2011 году, пользователям было рекомендовано переходить на PyGObject.

## Пример: программа Hello World
Этот пример приведён для Python версии 2.x. Другие примеры можно найти в архиве с исходными кодами PyGTK, в папке examples.

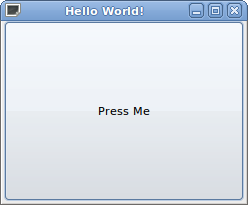
Результат выполнения программы

```
#!/usr/bin/env python

#-*- coding: UTF-8 -*-

import
 
gtk

def
 
button_clicked
(
button
):

    
print
(
'Hello World!'
)

def
 
main
():

    
window
 
=
 
gtk
.
Window
()

    
window
.
set_default_size
(
240
,
 
180
)

    
window
.
set_title
(
'Hello World!'
)

    
window
.
connect
(
'destroy'
,
 
lambda
 
w
:
 
gtk
.
main_quit
())

    
button
 
=
 
gtk
.
Button
(
'Press Me'
)

    
button
.
connect
(
'clicked'
,
 
button_clicked
)

    
button
.
show
()

    
window
.
add
(
button
)

    
window
.
present
()

    
gtk
.
main
()

if
 
__name__
 
==
 
'__main__'
:

    
main
()

```

## PyGObject
PyGObject предоставляет оболочку для использования в программах Python при доступе к библиотекам GObject. GObject — это объектная система, используемая библиотеками GTK, GLib, GIO, GStreamer и другими библиотеками.
Как и сама библиотека GObject, PyGObject распространяется по лицензии GNU LGPL, поэтому подходит для использования как в свободном программном обеспечении, так и в коммерческих приложениях. Он уже используется во многих приложениях — от небольших специализированных скриптов до крупных полнофункциональных приложений.
PyGObject может динамически обращаться к любым библиотекам GObject, использующим GObject Introspection. Это устраняет необходимость в отдельных модулях, таких как PyGTK, GIO и python-gnome, для создания полноценного приложения GNOME 3.0. После добавления новой функциональности в библиотеку GObject она мгновенно становится доступной как Python API без необходимости использования промежуточного Python-склеивающего компонента.

## Особенности сборки мусора
GTK+ реализован на языке C и имеет собственную (не интегрированную в полной мере с Python) систему учёта ссылок между GObject-объектами для удаления более не используемых GTK-объектов (то есть для обработки этих объектов системой сборки мусора GObject).
Как следствие этого — не исключены случаи, когда ссылки на Python-объекты (например, ссылки на функции обратного вызова), сохранённые внутри GTK-объектов (то есть GObject-объектах), превращаются в слабые ссылки и могут быть удалены системой сборки мусора Python.
Следствием непредусмотренного программистом превращения ссылок в слабые ссылки могут стать ошибки при выполнении программы, когда, например, вызванная Callback-функция станет оперировать с неинициализированными данными (то есть с данными, очищенными сборщиком мусора Python).
Превращение ссылок в слабые ссылки не будет происходить, пока GTK-объект всё ещё описывается в Python-программе как PyGTK-объект (то есть пока алгоритм программы не исключает из области видимости ссылки на Python-объект, описывающий GTK-объект). Однако GTK-объекты, добавляя себя в качестве дочерних для других GTK-объектов, не сохраняют ссылку на своё Python-описание. Впрочем, программист может сделать это (сохранить Python-описание GTK-объекта) самостоятельно, как, например, это было сделано в описанном выше примере программы Hello World.
Другим способом страховки от паразитных явлений при превращении ссылок на Python-функции в слабые ссылки может быть и методология: когда GTK-объекты оперируют только со ссылками на Python-функции, которые в явном виде сохранены в области видимости Python-программы (при этом сохранять ссылки на сами PyGTK-объекты — необходимости уже нет).